# Mogi Keizaburō
Mogi Keizaburō (japanisch 茂木 啓三郎; geboren 5. August 1899 in Asahi in der (Präfektur Chiba); gestorben 16. August 1993) war ein japanischer Unternehmer.

## Leben und Wirken
Mogi Keizaburō wurde als Iida Katsuji geboren. Er machte eine Ausbildung an der „Handelshochschule Tokio“ (東京商科大学, Tōkyō Shōka Daigaku) – heute Hitotsubashi-Universität, die er 1926 abschloss. Er schlichtete ab 1928 Arbeitskonflikte als Mitglied der Abteilung für Arbeitsangelegenheiten. In Anerkennung seiner Leistungen wurde er als Schwiegersohn seines Vorgängers von dem Unternehmer Mogi Keizaburō (1869–1929) adoptiert. Neben dem Aufbau einer Spitzenposition in der Branche der Hersteller von Sojasauce expandierte er das Unternehmen in die USA und trieb die Internationalisierung voran. 1942 wurde er Direktor von „Noda Shōyu“, 1947 Geschäftsführer und 1937 Präsident.
Nach dem Zweiten Weltkrieg wurde Mogi 1949 Vorstandsvorsitzender, 1955 Aufsichtsratsvorsitzender und 1957 Berater. 1960 ging er in den Ruhestand.

## Auszeichnunger
- 1959 und 1964 Preis für die Umsetzung von Erfindungen (発明実施賞, Hatsumei Jissishō)
- 1969 Ehrenmedaille
- 1976 Ehrenmedaille am dunkelblauen Band
- 1970 Orden der Aufgehenden Sonne, Goldstrahlen mit Rosette
- 1975 Orden des Heiligen Schatzes, Zweite Klasse
- 1983 Großer Weltwirtschaftspreis (9. Kotobuki-Preis)
- 1984 Ehrenbürger der Stadt Noda
- 1984 Ehrendoktor der Milwaukee School of Engineering
- 1987 Ehrenbürger der Stadt Asahi